# Роня, дочь разбойника (фильм)
«Роня, дочь разбойника» — шведский фильм режиссёра Таге Даниэльссона в жанре фэнтези, который вышел на экраны в кинотеатрах Швеции 14 декабря 1984 года, основанный на одноимённом романе Астрид Линдгрен. Сценарий был адаптирован для экрана самой Линдгрен.
В русскоязычном прокате героиню звали Роня, тогда как в русских переводах книги её имя передавалось как Рони или Ронья.
Через два года после кинопремьеры на ТВ была показана более длинная (на 20 минут) версия фильма, часть эпизодов которого была признана «неподходящими для маленьких детей».

## Сюжет
Роня, дочь главаря грабителей Маттиса, подружилась с мальчиком Бирком Боркассоном. Его отец, атаман Борка, — главный соперник и злейший враг отца Рони.
Действие фильма начинается в ненастную погоду в замке, которым владеют Маттис (Бёрье Альстедт, отец Рони) и Ловиса (Лена Найман, мать Рони). Ловиса вот-вот родит ребёнка, Роню (Ханна Сеттерберг).
Затем действие переносится на десять лет спустя, когда Роня становится достаточно взрослой, чтобы исследовать дикие места. Маттис — глава банды добродушных грабителей, и он предупреждает свою дочь об опасностях, с которыми она может столкнуться в лесах. Тем не менее, Роня отправляется в приключение и сталкивается с различными опасностями, о которых предупреждал её отец.
Между тем, поблизости живёт ещё одна группа грабителей, которую возглавляет Борка (Пер Оскарссон). Маттис считает, что лес вокруг его дома — это его территория, и поэтому другая банда не должна там действовать. Он ещё больше злится, узнав, что Борка со своими людьми занял вторую половину замка, где уже обитала банда Маттиса. Поэтому Маттис вынашивает план по изгнанию людей Борки из леса.
У Борки есть сын Бирк (Дэн Хафстрём), родившийся в один день с Роней. Поначалу между Бирком и Ронией существует явная неприязнь, но в конце концов они стали друзьями. Несмотря на то, что они разделены постоянно недружественной погодой и ненавистью между родителями, они после расставаний снова встречаются. Маттис похищает Бирка, чтобы выгнать из замка группу Борки, но Роня открыто выступает в поддержку Бирка. Этот поступок приводит к изгнанию Бирка и Рони из своих семей, поскольку их родители не склонны прекратить вражду.

## В ролях
- Ханна Сеттерберг — Роня
- Дан Хафстрём[швед.] — Бирк (также как Дик Хафстрём)
- Бёрье Альстедт — Маттис
- Лена Найман — Ловиса
- Пер Оскарссон — Борка
- Мед Ревентберг — Ундис
- Аллан Эдвалль — Скалле-Пер
- Ульф Изенборг[швед.] — Фьосок
- Генри Оттенби — Кнотас
- Бьёрн Валде[швед.] — Стюркас
- Томми Чёрберг — Лилль-Клиппен

## Реакция
Фильм имел большой успех и стал самым кассовым фильмом 1984 года в Швеции Его показы в Швеции посетили более 1,5 миллиона человек.
Фильм воспринимался как детский, потому что продвигался в этом качестве различными медиа-компаниями.
Позднее по мотивам фильма был снят мультфильм. Также по тому же сюжету были поставлены мюзиклы, спектакли и мультсериал.
Ханна Сеттерберг (р. 1973), исполнительница роли Рони (её единственная роль в кино), в дальнейшем стала шведским политиком, в 1994—1998 годах представляла Левую партию в Риксдаге.